# Echinopepon calcitrapa
Echinopepon calcitrapa là một loài thực vật có hoa trong họ Cucurbitaceae. Loài này được McVaugh mô tả khoa học đầu tiên năm 2001.